# Prévenchères

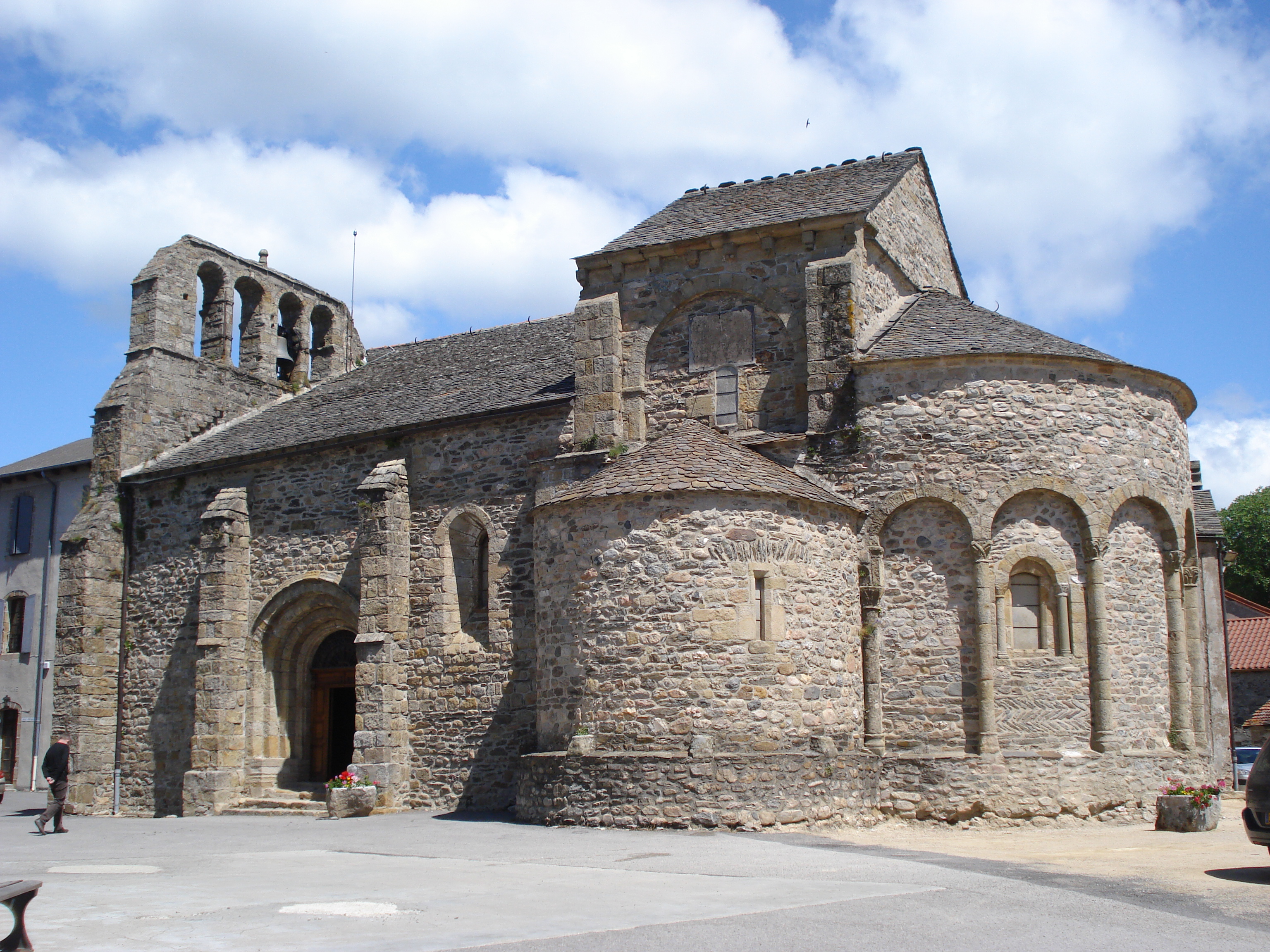
Kościół w Prévenchères, 2009

Prévenchères – miejscowość i gmina we Francji, w regionie Oksytania, w departamencie Lozère.
Według danych na rok 1990 gminę zamieszkiwały 192 osoby, a gęstość zaludnienia wynosiła 3 osoby/km² (wśród 1545 gmin Langwedocji-Roussillon Prévenchères plasuje się na 717. miejscu pod względem liczby ludności, natomiast pod względem powierzchni na miejscu 27.).

## Populacja

Populacja Prévenchères w latach 1962–2008